# Château de la Vieuville
Le château de la Vieuville est situé en France, dans la commune du Châtellier, dans le département d'Ille-et-Vilaine, en Région Bretagne.

## Localisation
Il se trouve au nord-est du département et à l'est du bourg du Châtellier. Il surplombe un étang sur le cours de la Loisance, affluent du Couesnon.

## Histoire
Le domaine de la Vieuville comporte un ancien manoir du XVIe siècle et XVIIe siècle, et un château du XIXe siècle dit château neuf de la Vieuville.   
En 1869, Saturnin Le Mercier des Alleux,, propriétaire du domaine hérité de ses parents, décide de construire un château au lieu-dit de la Vieuville, l'édifice de style néo-gothique est réalisé par l'architecte Jacques Mellet.
Le château est inscrit partiellement au titre des monuments historiques le 22 février 1946 puis à nouveau inscrit depuis le 19 septembre 2013,,.

## Architecture
L'intérieur du château comporte des éléments de l'ancien manoir situé à quelques distances, qui est conservé. Le château neuf de taille moyenne, adopte une composition symétrique comprenant un corps central de plan rectangulaire cantonné de tours circulaires et carrées.
Le parc paysager est remanié dans la seconde moitié du XIXe siècle.  

## Propriétaires successifs

### Ancien manoir et domaine de la Vieuville
- À partir du XIIIe siècle - Seigneurs de la Vieuville[6].

- 1755, famille Patard de la Mélinière.
- Saturnin Le Mercier des Alleux (1801-1845) (Père) époux de Sophie Patard de La Mélinière

### Château de la Vieuville
- 1869, Saturnin Le Mercier des Alleux (1826-1893) (fils) décédé au château, épouse en 1851 Marie-Caroline Bucher de Chauvigné[1] (1832-1905) (branche ainée, voir château des Écorces en Mayenne).
- Marc (Antoine-Auguste-Marie), comte de Guéhéneuc de Boishue (1844-1882), épouse en 1872 Marie-Léonie Le Mercier des Alleux[7].
- Famille de Villoutreys de Brignac
- Famille Chauveau de Villoutreys
- 2014, Laszlo Parakovits

## Galerie

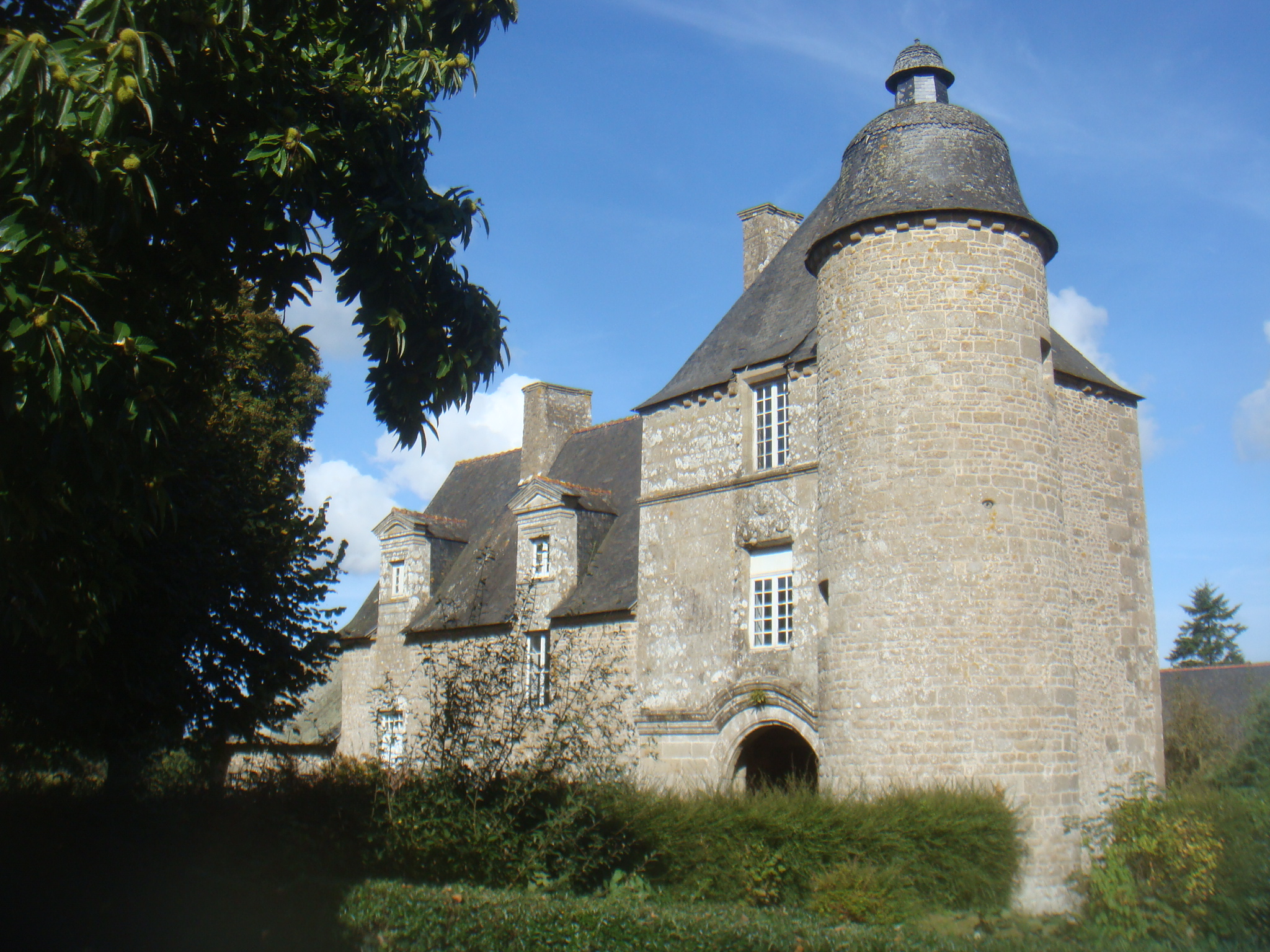
Manoir de La Vieuville - Le Châtellier.
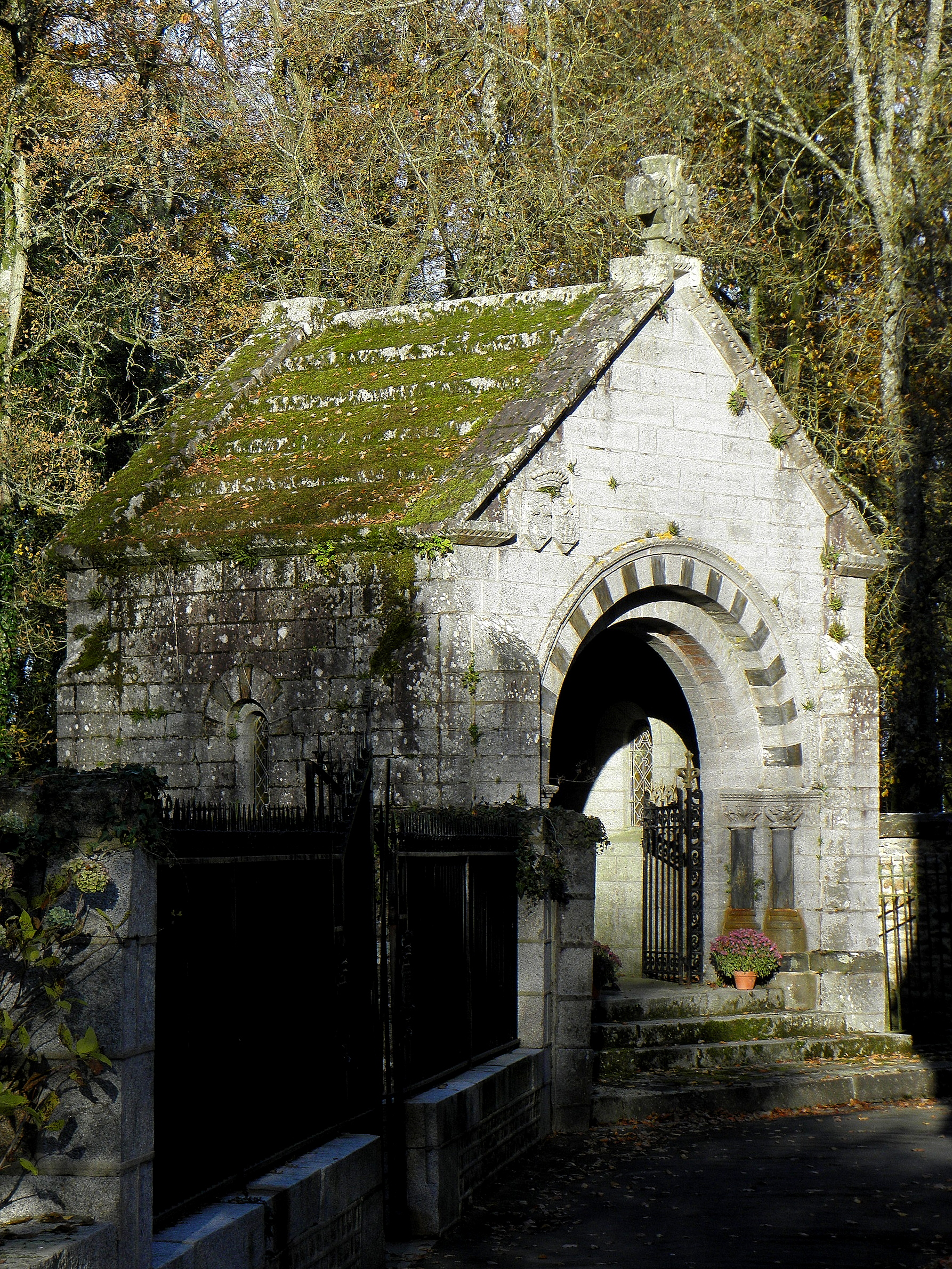
Chapelle funéraire des Le Mercier des Alleux - Bucher de Chauvigné. Cimetière paroissial du Châtellier (35).
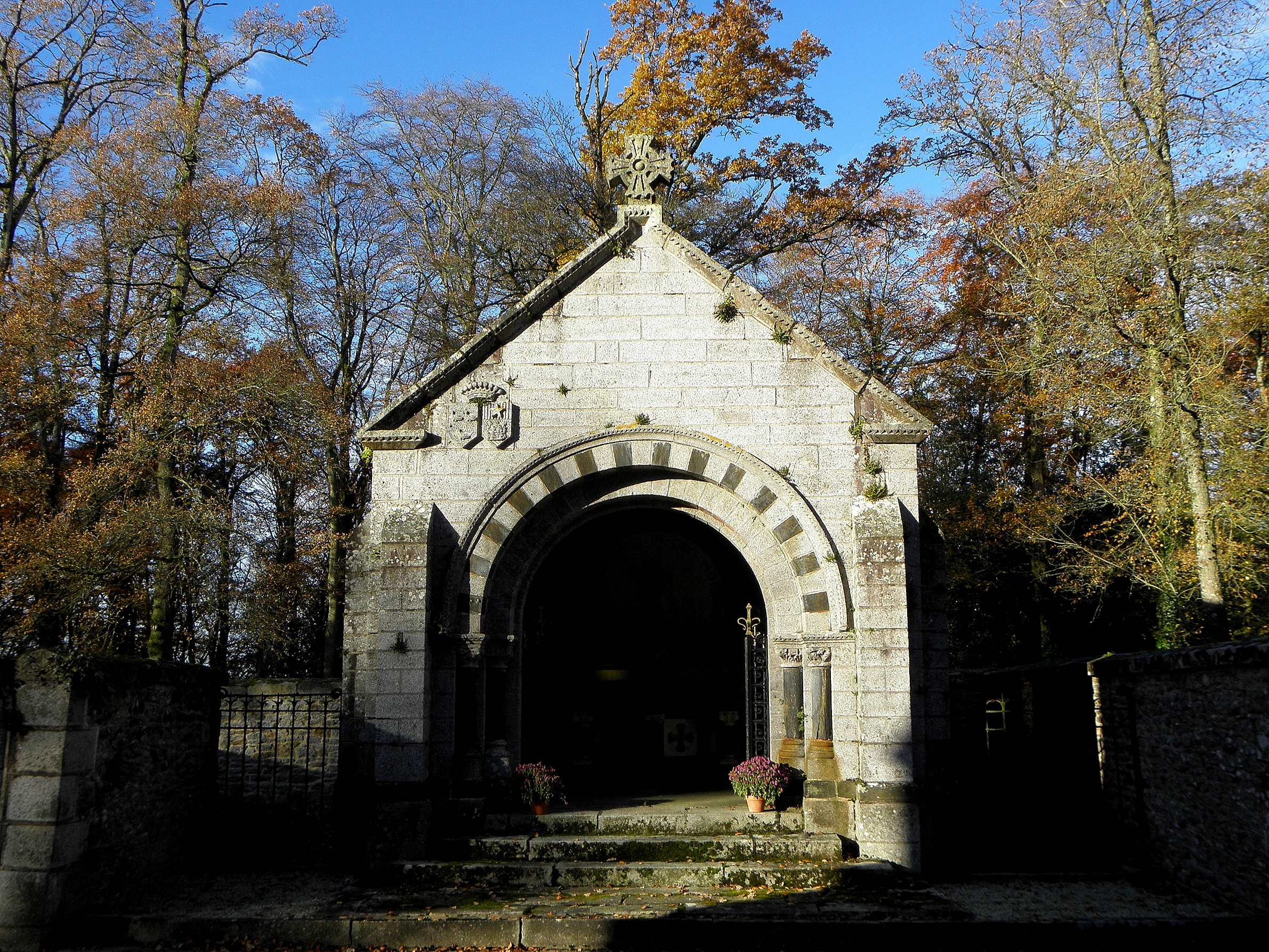
Chapelle funéraire des Le Mercier des Alleux - Bucher de Chauvigné. Cimetière paroissial du Châtellier (35).
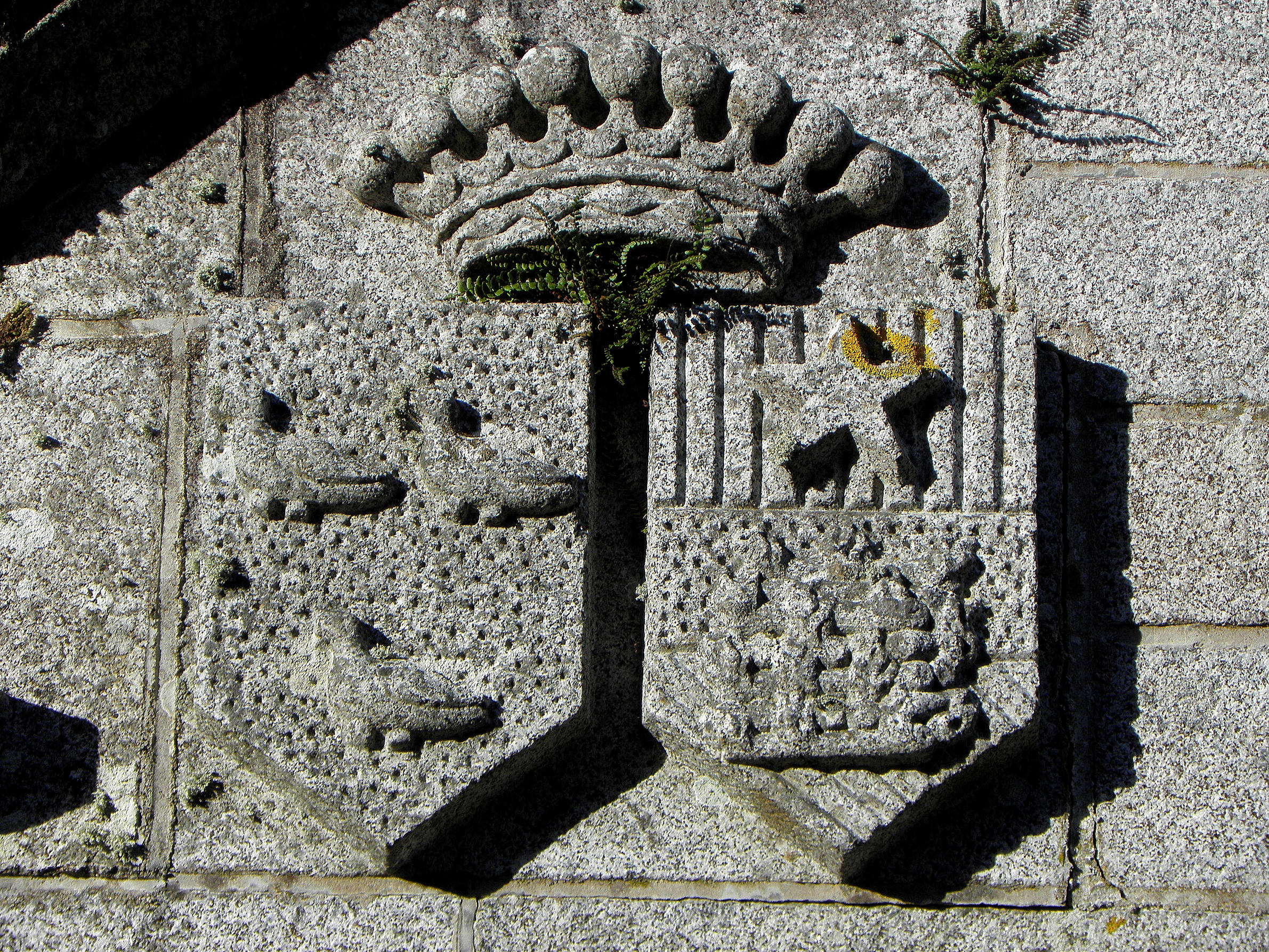
Chapelle funéraire des Le Mercier des Alleux - Bucher de Chauvigné. Cimetière paroissial du Châtellier (35). Blasons de Saturnin Le Mercier des Alleux et de Marie-Caroline Bucher de Chauvigné.
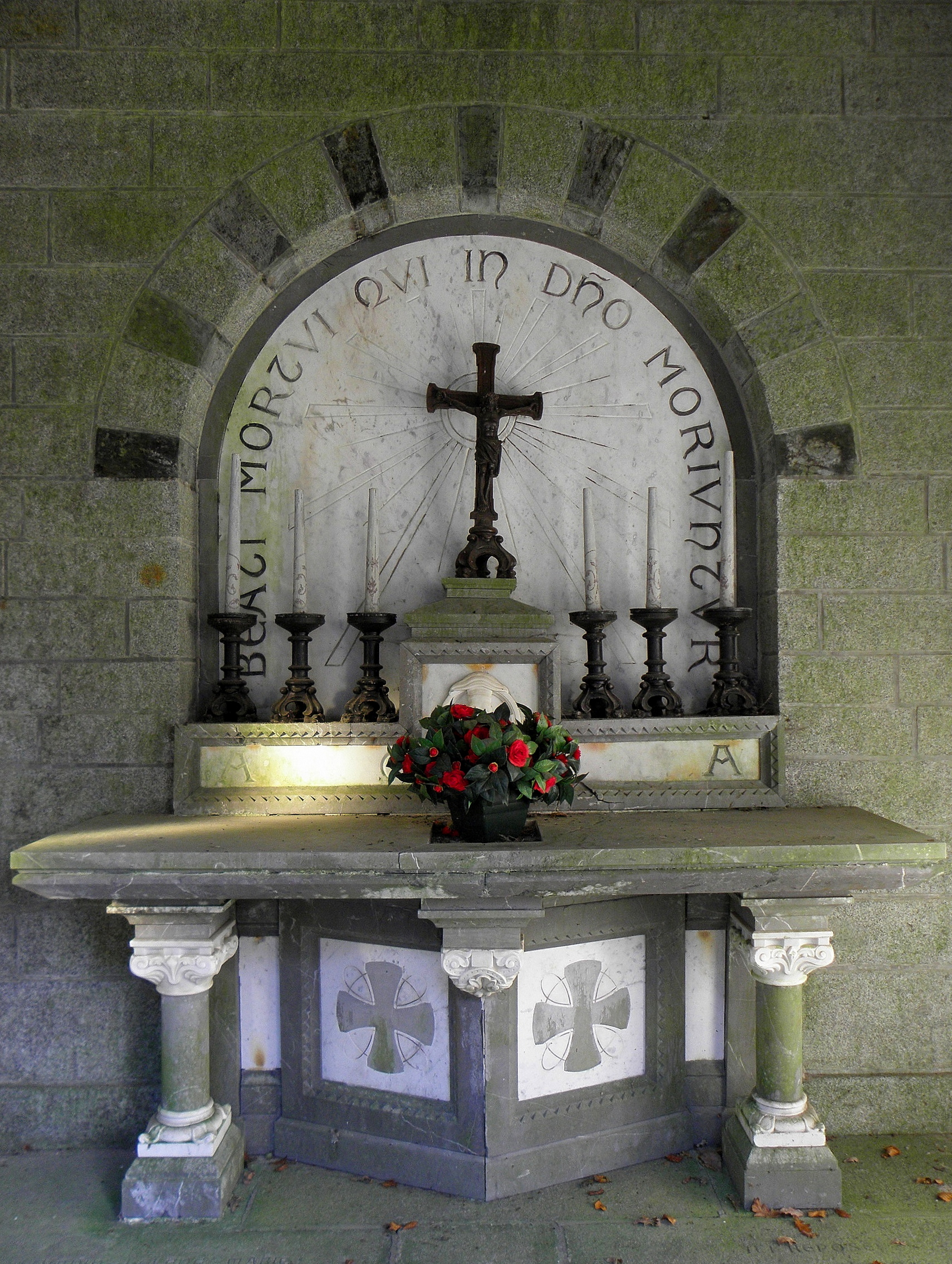
Chapelle funéraire des Le Mercier des Alleux - Bûcher de Chauvigné. Cimetière paroissial du Châtellier (35). Intérieur.
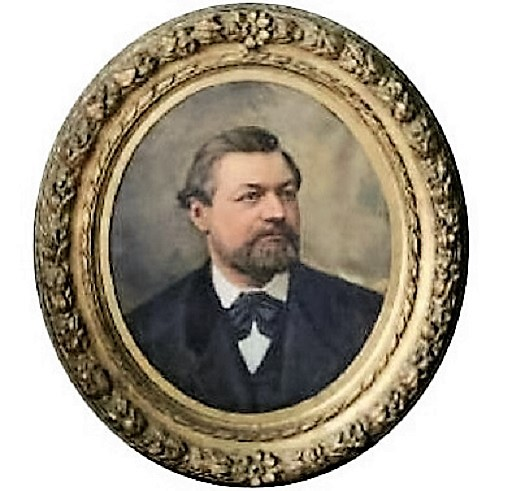
Saturnin Le Mercier des Alleux par Ch.Nitsch. Rennes 1882.

## Sources
- Base Mérimée
- Histoire de la famille Bucher sur odile-halbert.com